# TIME TO GO
『TIME TO GO』（タイム・トゥー・ゴー）は、RIP SLYMEの3枚目のアルバム。2003年7月16日発売。

## 概要
前作『TOKYO CLASSIC』から約1年ぶりとなるオリジナルアルバム。
前作に引き続き、オリコンアルバムチャートで初登場1位を獲得。オリジナルアルバムでの獲得は現時点で本作が最後である。
インストゥルメンタル曲が多く、初回盤のみ収録の「135BPM」を含めると、計3曲収録されている。また、全体でも16曲収録されており、これはRIP SLYMEのオリジナルアルバムとしては最多である。
ジャケットでは、メンバー5人がカウボーイ姿になっている。

## 収録曲
1. INTRODUCTION feat.RYO the SKYWALKER
（作詞：RYO the SKYWALKER 作曲：DJ FUMIYA）
RYO the SKYWALKERが参加している。
2. HOTTER THAN JULY
（作詞：RYO-Z, ILMARI, PES, SU 作曲：DJ FUMIYA）
映画『EX（エックス）』のCMソング。
ベストアルバム『グッジョブ!』に収録されている。
3. WHAT'S UP? ~HOW'RE YOU DOIN'?
（作詞：RYO-Z, ILMARI, PES, SU 作曲：KEI/ILMARI）
KEIが作曲・ヒューマンビートボックスで参加している。
4. ベイシック・ライン
（作詞：RYO-Z, ILMARI, PES, SU 作曲：SU）
5. JOINT
（作詞：RYO-Z, ILMARI, PES, SU 作曲：DJ FUMIYA）
7thシングル。NTTドコモのメロディコールCM曲。
6. WHY
（作詞：RYO-Z, ILMARI, PES, SU 作曲：DJ FUMIYA）
6thシングルのc/w。
7. ミニッツ・メイド
（作詞：RYO-Z, ILMARI, SU 作曲：DJ FUMIYA）
当曲のレコーディング当日にて、各メンバーが担当作業を終えるまでのそれぞれの経緯をテーマにした曲。当然PESも参加する予定だったが、レコーディングに来なかったため、不参加となった（曲の最後にもその事について言及した短文が括弧内に表記されている）。
8. FIVE FISHES
（作曲：DJ FUMIYA）
インストゥルメンタル曲。
9. チェッカー・フラッグ
（作詞：RYO-Z, ILMARI, PES, SU 作曲：DJ FUMIYA）
10. SHALL WE?
（作詞・作曲：PES）
PESのソロ曲。
11. SHALL WE OUT?
（作詞：RYO-Z 作曲：PES）
12. BLUE BE-BOP
（作詞：RYO-Z, ILMARI, PES, SU 作曲：DJ FUMIYA）
6thシングル。
13. FROG
（作曲：DJ FUMIYA）
インストゥルメンタル曲。
14. 虹
（作詞：RYO-Z, PES, SU 作曲：PES）
トヨタ・イプサムのCM曲。
15. TIME TO GO
（作詞：RYO-Z, ILMARI, PES, SU 作曲：SU）
表題曲。
16. 135BPM
（作曲：PES、DJ FUMIYA）
インストゥルメンタル曲、隠しトラックの「世界のSU」が収録。